# 3-THREE-
『3-THREE-』（スリー）は、惣領冬実による漫画作品。
『週刊少女コミック』（小学館）に連載されていた。単行本は小学館から全14巻（文庫全8巻）、講談社から全8巻が発売されている。作者にとって2作目の長編漫画。

## あらすじ
プロローグ
未来のアイドル歌手として事務所からも期待され、デビュー目前の14歳の女子中学生岸森 理乃は、抜群のルックスと歌唱力を誇りながらも、3番目の資質「人を惹きつけてやまない存在感」が足りなかった。
同じく、理乃の同級生である中野目 圭は、出生の問題から家では腫物のような扱いをされ、内向的な性格から学校では周りに溶け込めずに浮いた存在であった。だが彼は、実は天才的なギターテクニックと音楽の才能を持つ「天性のアーティスト」だったが、彼にも「何か」が欠けていた。
やがて、2人は自然と惹かれあい、それぞれに欠けたものを補いあい、「1+1=3」になる音楽を奏で始める……。
序盤
理乃と知り合った圭は、理乃の従兄 神有住 竜一の人気インディーズバンド『B-HEAT』に、ギタリストとして加入することになる。その後、理乃は偶然にも圭の家族と知り合うが、圭は「母親の連れ子」であり、幸せそうな家族の中に圭の居場所がないことを知る。
『B-HEAT』は、レコード会社のコンテストに出場するが、嫉妬に狂った元メンバーに竜一が刺されてしまう。痛みに苦しむ竜一をカバーするため、圭はボーカルを歌って場を繋ぎ、ツインボーカルで会場を沸かす。才賀の策略により、『B-HEAT』は圭抜きでデビューをすることを勧められ、才賀は圭にソロデビューしないかと声をかける。結果として、竜一と圭は共にその話を蹴る。
学校で、圭と不良達とのケンカに巻き込まれた理乃は怪我をしてしまう。その夜、2人は家を抜け出して街で会っていたところを、理乃の兄に追いかけられて逃げる途中、交通事故に遭う。その際、理乃を庇った圭は、左手にケガをしてしまいギターを弾けなくなってしまう。
中盤
理乃が久しぶりに訪ねると、すでに圭は音楽を辞めてしまい、自暴自棄になって人が変わってしまっていた。圭は家出をしてしまい、理乃は「自分が圭のすべてを次々と壊してしまっている」ような錯覚に囚われる。
深夜に補導されかかっていた所を、シンガーの川島 朱梨に助けられ、圭は彼女の家で過ごすようになる。一方、両親の転勤でLAに行くことになった理乃もジェイと出会い、彼に連れられていった家で圭と再会する。彼らと出会ったことがキッカケになり、理乃と圭は恋人として付き合うようになり、圭はボーカリストに興味を持ち始める。
しかし、圭の父親であったジェイが亡くなり、その後を追うように朱梨も自殺してしまう。2人の死は、圭と理乃に大きな影を落とすと同時に、彼らを成長させるキッカケとなる。2人は結ばれて初めての夜を過ごした後、やがて別々の道を歩き始めて、それぞれ「真のアーティスト」を目指すようになる。
終盤
レコード会社に呼び出された理乃は、デビュー予定の新進気鋭のバンド「NITTY GRITTY」のボーカルとして活動していく。既存の売り出し方に辟易している才賀の方針により、歌詞を変えたバージョンの新曲を理乃にテレビで歌わせるが、きわどすぎる表現にマスコミや世間は反発。しかし、根強いファンの支持を得て次第にその人気は加速していき、わずか2年で合計15万人のドーム公演を実現する。
その一方、家を飛び出した圭は、人気バンド「STRANGE」のトキが声をかけて集まった仲間たちと共に、実力派バンド「インテヒルダ」のボーカリストとなり渡米していた。2年後に帰国したインテヒルダは、才賀をプロデュースに据えてデビューし、スキャンダラスな言動を振りまいて話題を独占するが、音楽性を二の次にするやり方に理乃は反発する。
そんな中、人気アイドル・石田ミカが圭に付きまとい、マスコミが3人の関係を面白おかしく報じるようになる。しかし音楽番組で、歌詞を忘れた理乃を圭がカバーした後、理乃がマスコミの前で圭に告白したことから、2人は恋人同士として報道される。
ラスト
その後、2人をよく思わない不良達にバイクで絡まれた結果、インテヒルダのギタリスト 渦井 雪也がバイク事故で亡くなってしまう。圭は精神的ショックにより失語症になり、食事も取ることができない状態になる。ドーム公演が明日に迫る中、ミカは理乃に助けを求める。理乃は強引に、怯える圭をドーム公演のステージに立たせ、圭は最高のパフォーマンスを見せてステージは最高の盛り上がりを見せる。
追悼ライブ後、心機一転して世界を相手にするため、インテヒルダはNYで活動することを決め、2人は再び離れ離れになる。
エピローグ
5年後、理乃はギタリストの仁志からプロポーズされていた。そんな中、それまで音沙汰なかったインテヒルダが、全米ランキングを一気に駆け上がっていき、大きな話題となる。成功を収めたインテヒルダは、日本に凱旋してドーム公演が決定する。来日した圭は、理乃に「自分がプロデュースして、世界で勝負しないか」と誘う。劣等感がなくなり満たされてしまった自分は、アーティストとして終わりなのだと語る。
仁志のプロポーズを断った理乃は、圭からのプロポーズを受け入れ、圭はなくしていたと思っていた「朱梨の結婚指輪」を理乃の指にはめるのだった……。その後、それぞれのバンド活動を休止して渡米した2人は、圭のプロデュースの下、理乃がレコーディングを行うところで物語は終わりを告げる。

## 登場人物

### 主要人物
岸森 理乃（きしもり りの）
14歳。中学3年生。プロダクションの有力新人歌手としてデビューが決まっている。
圭やジェイ、朱梨と出会い、自分の本当の声を見つける。
一度は白紙に戻った歌手活動だが、才賀が理乃の本当の姿に気付き、バンド「NITTY GRITTY」のボーカルとしてデビューする。
中野目 圭（なかのめ けい）
邑のクラスメイト。学校では地味で目立たない存在。色白で中性的な顔立ちをしている。
天才的なギターのテクニックを持ち、歌の才能もある。トキとバンド「インテヒルダ」を組み、ボーカルを担当する。

### 家族
岸森 智史（きしもり さとし）
理乃の兄。大学生。
神有住 竜一（かみありすみ りゅういち）
理乃のいとこ。高校生。「B-HEAT」というバンドのボーカルをしている。理乃の母親は、理乃に悪い影響を与えるからと、良く思っていない。
中野目 拓美（なかのめ たくみ）
圭の弟。小学生。圭とは父親が違う。
中野目 志麻子（なかのめ しまこ）
圭の母親。優しく、和服の似合う女性。
昔、友人に連れられていったクラブでジェイと出会い、圭を身ごもる。厳格な実家に結婚を反対され、3人で生きていこうとしたが、ジェイの若さゆえの無計画さに付いていけず、別れる。
圭の父
商社勤めのサラリーマン。
ジェイ
圭の実の父親。志麻子より3歳年下。祖母が日本人。
歌手を目指し、志麻子と圭と3人でアメリカへ行こうとしたが、志麻子に反対され、一人で渡米する。
川島 朱梨（かわしま しゅり）
ジェイの恋人。無国籍パブで歌うジャズシンガー。

### NITTY GRITTY関係者
久野（くの）
理乃のチーフ・マネージャー。
優子
理乃のマネージャー。
仁志（ひとし）
NITTY GRITTYのギタリスト。
今泉 秋緒（いまいずみ あきお）
NITTY GRITTYの女性ドラマー。身長175cm。

### インテヒルダ関係者
才賀 由基（さいが よしき）
音楽プロデューサー。業界ではやり手で有名。
灰野 時夫（はいの ときお）
元「STRANGE」のベーシスト・トキ。圭の声の魅力に気付き、ベーシストとしてバンド「インテヒルダ」を組む。
渦井 雪也（うずい ゆきや）
大阪出身。父親がロック嫌いで、バンド活動を反対され家出してきた。母親がイギリス人で、瞳が灰色。「インテヒルダ」のギター。

### 音楽関係者
石田 ミカ（いしだ-）
理乃の代わりにデビューした歌手。圭のことを好きになる。

### 学校
邑（むら）
理乃の友人。友達と「A･Tショック」というバンドを組んでいる。竜一のことを尊敬している。
榎 綾子（えのき あやこ）
理乃の親友。
松沢 弘美（まつざわ ひろみ）
圭の隣人で幼なじみ。圭のことが好きだが素直になれない。

## 関連商品

### イメージ・アルバム
テイチク株式会社より発売されたCDアルバム（既に廃盤）。

このイメージアルバムの発売に伴い、主人公の岸森理乃と中野目圭のイメージに合う新人歌手オーディションが催された。
- 『3-THREE- NITTY GRITTY』（1991年11月21日発売）
  - 収録曲
    1. VOICE!
    2. くちびるはエゴイスト
    3. HARD TO DEAL
    4. エキセントリックムーン
    5. J-ジェイ
    6. TODAY!
    7. SCREEN CUT OF REHEARSAL
    8. POWER SESSION
    9. 運命のクレッシェンド

- 『3-THREE- INTEHILDA』（1992年3月18日発売）
  - 収録曲
    1. JAGGY　MAKIN'
    2. DOUBT
    3. NO THANX!
    4. BIG TIME
    5. 消えちまえー
    6. YOU CAN DANCE TONIGHT
    7. GOIN' ON
    8. 孤独な女神
    9. マリンスノウの彼方で
    10. とぎれとぎれのフレーズ

### イラスト集
- 「3-THREE- 惣領冬実自選複製原画集」1991年12月10日発行。
  - B4判。連載中の扉絵やふろくのイラスト16点収録。

1. ↑  音楽プロデューサーの才賀からは、アイドル歌手としては成功するだろうが、すぐに飽きられて終わってしまう……と評されていた。